# Sierra de Pela (espacio natural)
Sierra de Pela  es un espacio natural incluido en la Red Natura 2000 como Lugar de Importancia Comunitaria, LIC. Alcanza una extensión total de 11 972,28 ha, distribuidas en 591,13 ha en Albendiego; 4000,86 ha en Campisábalos, 2057,92 ha en Cantalojas, 292,40 en Condemios de Abajo, 1036,77 en Galve de Sorbe, 1595,89 ha en Hijes, 741,28 en Miedes de Atienza, 1383,19 ha en Somolinos y 252,84 ha en Ujados. Todos ellos localidades de la provincia de Guadalajara, en la comunidad de Castilla-La Mancha.

## Descripción
- Código NATURA 2000:

ZEC - ES4240007.
- Clima - Mediterráneo continentalizado. (Oromediterráneo).
- Extensión - 11 972,28 ha.
- Altitud:

Mínima - 1140 metros.
Media - 1340 m.
Máxima - 1540 m.
- Localización: W/E (Greenwich).

Longitud - W 3º 6' 49".
Latitud - N 41° 15' 44".

## Características
El espacio natural Sierra de Pela es un páramo elevado hasta sobrepasar los 1500 metros de altitud, (oromediterráneo inferior), sobre litologías básicas, predominantemente cretácicas y jurásicas, con una pronunciada cuesta limitándola hacia el sur.
En la paramera de la Sierra la vegetación es un erizal (Saturejo gracilis-Erinacetum anthyllidis) sobre dolomías y un cambronal (Lino apressi-Genistetum rigidissimae) sobre margas. Sobre la Muela de Somolinos y en Campisabalos aparece vegetación boscosa, pinares de pino albar (Galio idubedae-Pinetum sylvestris)
 con amplias zonas de enebral (Juniperion thuriferae).
Las laderas del sur están cubiertas de los mismos matorrales del páramo, aunque ganando presencia el aliagar (Lino suffruticosi-Salvietum lavandulifoliae). En estas laderas se conservan encinares y quejigares.
Los fondos de valle de la Sierra, especialmente en las áreas de Villacadima, Cantalojas y Galve de Sorbe, aparecen pastizales eutrofos de tipo atlántico-centroeuropeo (Cirsio-Orobrychidetum hispanicae, Pulsatillo-Oronidetum cenisiae) e incluso prados de siega (Galio veri-Arrhenatheretum elatioris).

### Flora
Los matorrales pulvinulares espinosos de la Sierra de Pela, así como el tomillar-pradera aparecen en su aspecto más típico y en buen estado de conservación, sometidos a un clima continental extremado, frío y con fuertes vientos y sobre litosuelos. En ellos aparecen especies de gran interés (Thymus somoliense, Thymus mastigophorus, Arenaria grandiflora, Arenaria erinacea, Arenaria tetraquetra,
Limiun appresum, Carex humilis, Fumana procumbeus, Tencrium expasum, etc).
También tienen gran interés los pastizales eutrofos atlántico-centroeuropeo, apareciendo aquí aislado de sus áreas comunes de distribución, incluyendo especies notables como, Astragalus danicus, Buplerum ranunculoides, Ononis cenisia, etc.. Lo mismo ocurre con los prados de siega basófilos, raros en la provincia. En los rezumaderos con humedad permanente, llegan a aparecer turberas calcáreas relícticas de la alianza Carcion davallianae.
La vegetación de roquedos incorpora comunidades de óptimo de la provincia corológica Castellano-Duriense, de presencia única en Castilla-La Mancha. Así, la comunidad de farallones doloníticos (Anttirrhino granitia-Rhamnetum punili), incorpora la presencia de Asplenium celtibericum y Draba zapateri y en las repisas umbrosas habita la planta endémica Saxifraga cuneata.
La presencia de gleras y gelifractos, favorecida por el extremado clima, permite la aparición aislada de comunidades glericolas basófilas de óptimo pirenaico.

### Laguna de Somolinos
En la Laguna de Somolinos existen excelentes tapices de caráceas (Charion nudis-hispidae), así como variadas comunidades de cárices (Cladietum marisci, Galio elongati-Caricetum elatae, etc). Esta laguna además alberga poblaciones de los moluscos Sphaerium corneum y Pseudoamnicola falkeri, raros en España. Una reducida población de aves acuáticas, compuesta de escasos ejemplares de polla de agua, Gallinula chloropus, rascón, Rallus aquaticus, focha, Fulica atra, zampullin chico, Tachybaptus ruficollis y anade real, Anas platyrhynchos.

## Vulnerabilidad
Los matorrales y pastizales del área resultan muy frágiles frente a las forestaciones. Existen además proyectos de construcción de parques eólicos.

### Curiosidades
Esta zona contacta con el lugar ES4240006, Sierra de Ayllón.
Una parte de la zona, la incluida en el término municipal de Somolinos, se encuentra dentro del Monumento Natural, Sierra de Pela y Laguna de Somolinos.